# James Jacks
James "Jim" R. Jacks (29 december 1947 – Los Angeles, 20 januari 2014) was een Amerikaans filmproducent.
Op 20 januari 2014 overleed hij op 66-jarige leeftijd aan een hartaanval thuis in Los Angeles.
Jacks produceerde onder meer onderstaande films:
- The Mummy
- Dazed and Confused
- Tombstone
- Down to Earth (2001)
- The Hunted
- The Scorpion King
- The Mummy Returns
- The Jackal (film)
- Dark Blue
- Don't Look Back
- Attila (televisieserie)
- Mallrats
- Hard Target
- Michael met onder anderen John Travolta

Hij was ook betrokken bij:
- Raising Arizona
- Village of the Damned (1995)
- Rat Race (film)
- Intolerable Cruelty